# 姜旭中

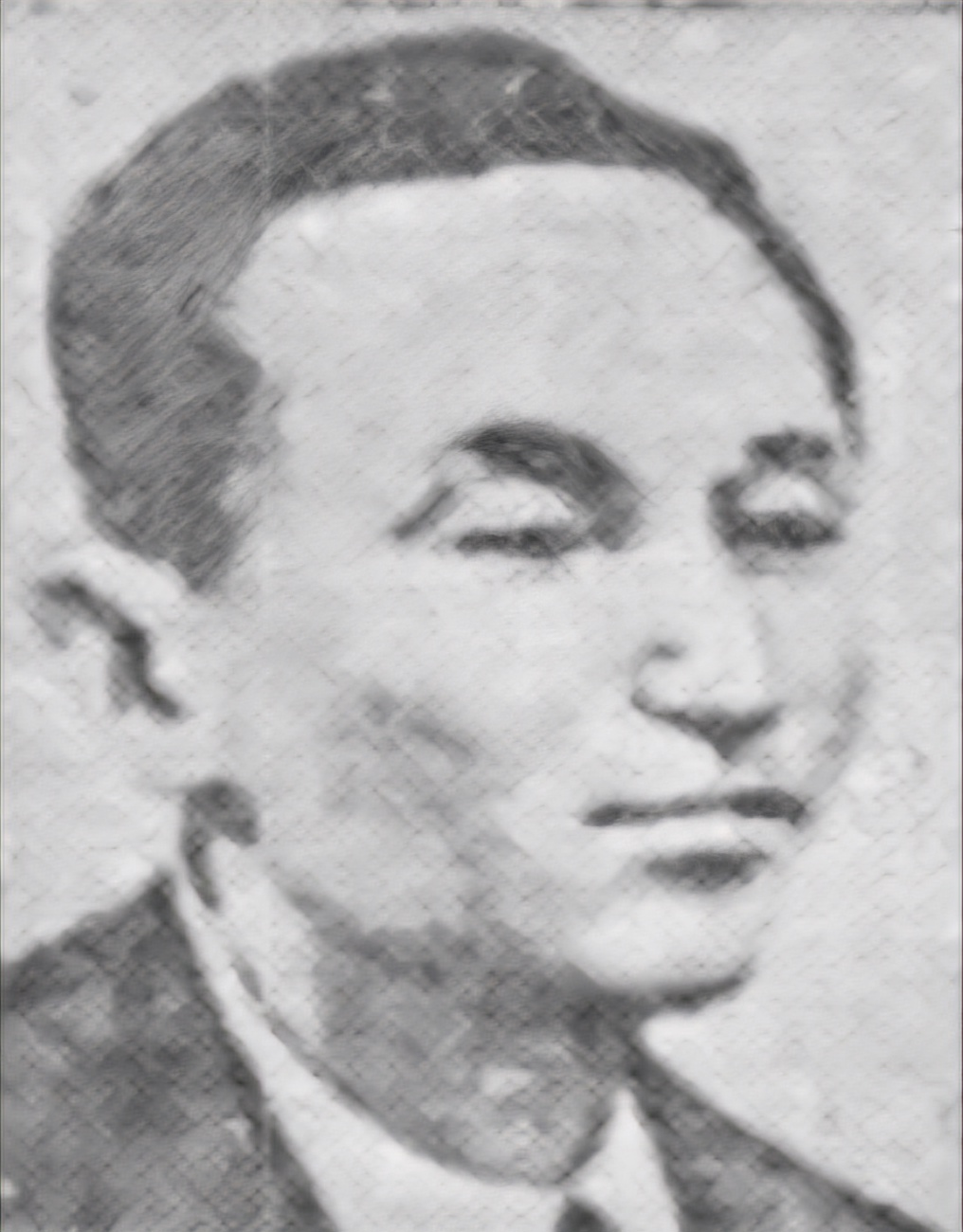
撮影時期不詳

姜 旭中（カン・ウクチュン、朝鮮語: 강욱중、1909年2月19日 - 没年不詳）は、日本統治時代の朝鮮および大韓民国の弁護士、政治家。制憲韓国国会議員。

## 経歴
慶尚南道咸安郡出身。中学校中退。朝鮮弁護士試験合格。白民会会長、公論月刊雑誌社社長、朝鮮法学会常務理事、一醒李儁先生記念事業会理事、人権擁護同盟朝鮮支部中央委員長、朝鮮光復法学大学校理事・教授、朝鮮民族青年団理事などを務めた。1948年の初代総選挙で咸安郡選挙区から国会議員に当選し、国会法制司法委員を務めたが、国会フラクチ事件により投獄された。朝鮮戦争中の1950年7月に北朝鮮に越北した（または拉致された）。1956年7月には在北平和統一促進協議会常務委員を務めたが、1958年に粛清されたとされ、1967年時点では強制労働させられているとされる。以降の消息は不明。